# Ministère du Pétrole (Venezuela)
Pour les articles homonymes, voir Ministère du Pétrole.
Le ministère du Pétrole (Ministerio del Poder Popular de Petróleo, en espagnol, littéralement, « ministère du Pouvoir populaire du Pétrole ») est un ministère du gouvernement du Venezuela, créé le 9 juin 2016. Sa titulaire actuel est Delcy Rodríguez  le  27 août 2024 .

## Chronologie
Le 9 juin 2016, le ministère est créé à la suite d'une séparation du département du Pétrole avec celui du Développement minier écologique, selon le décret n°2.350 publié au Journal officiel n°428.353.

## Liste des ministres du Pétrole
| Image | Nom               | Parti | Début            | Fin              |
| ----- | ----------------- | ----- | ---------------- | ---------------- |
|       | Eulogio del Pino  |       | 9 juin 2016      | 4 janvier 2017   |
|       | Nelson Martínez   |       | 4 janvier        | 26 novembre 2017 |
|       | Manuel Quevedo    |       | 26 novembre 2017 | 26 avril 2020    |
|       | Tareck El Aissami | PSUV  | 27 avril 2020    | 20 mars 2023     |
|       | Pedro Tellechea   |       | 21 mars 2023     | 27 août 2024     |
|       | Delcy Rodríguez   |       | 27 août 2024     | 10 janvier 2025  |
|       | Delcy Rodríguez   |       | 10 janvier 2025  |                  |